# Абсалямова, Альбина Булатовна
Альбина Булатовна Абсалямова (тат. Альбина Булат кызы Әпсәләмова; род. 24 августа 1981, Казань, Татарская АССР, РСФСР, СССР) — российская писательница, поэтесса, журналистка. Заведующая музеем истории татарской литературы с мемориальной квартирой Ш. Камала (2012—2018). Редактор русской версии журнала «Идель» (2014—2020). Главный редактор журнала «Казань» (2020—н. в.). Заслуженный деятель искусств Республики Татарстан (2023).

## Биография
Альбина Булатовна Абсалямова родилась 24 августа 1981 года в Казани. Дед — Абдурахман Сафич (1911—1979), писатель. Отец — Булат Абдурахманович (1946—1995), выпускник Казанского финансово-экономического института, кандидат экономических наук. Мать — Светлана Германовна (род. 1958), кандидат экономических наук. Брат — Тимур (род. 1993), экономист.
Выросла в среде литераторов, в детстве увлекалась историей. В 1998 году с золотой медалью окончила среднюю школу № 18 с углублённым преподаванием английского языка. Одновременно с учёбой активно занималась литературной деятельностью, довольно рано начала писать. Со старших классов школы являлась активным участником казанских литературных объединений, в частности, ЛИТО «Белая ворона» под руководством Н. Г. Ахуновой. Вслед за родителями поступила в Казанский государственный финансово-экономический институт, который окончила в 2003 году по специальности «менеджмент внешнеэкономической деятельности предприятий». В дальнейшем также окончила аспирантуру КГФЭИ по специальности «экономическая теория». В 2006 году получила учёную степень кандидата экономических наук, защитив диссертацию на тему «Становление информационной экономики в современных условиях», однако по специальности не работала.
Первое стихотворение Абсалямовой под названием «Подснежник» было опубликовано в 1995 году в газете «Пионерская правда». В 1998 году выпустила первый поэтический сборник «Осколки снов», получивший положительную оценку критики. В 2001 году в возрасте 20 лет принята в Союз писателей Республики Татарстан, став самым молодым его членом. С 2002 года также является членом Союза российских писателей. Со школьных лет занималась журналистикой, публиковалась в российских и республиканских изданиях, в частности, в журналах «Идель», «Казань», «АНКО», газетах «Казанские ведомости», «Молодёжь Татарстана», «Татарские края». В частности, в 2002—2004 годах была корреспондентом отдела культуры в газете «Восточный экспресс». В дальнейшем также работала заместителем директора издательского дома «Парадигма», заместителем главного редактора научно-популярного журнала «Agriculture».
В 2012—2018 годах занимала пост заведующей музеем истории татарской литературы с мемориальной квартирой Ш. Камала, который долгое время фактически не работал. При Абсалямовой была разработана концепция музейного пространства, начался процесс создания полноценного музея в виде дома татарской книги, также проведён ремонт здания музея, начат процесс формирования фондов и структуры экспозиции. Параллельно, в 2014—2020 годах была редактором русской версии «Идель». В этой должности участвовала в изменении концепции издания в сторону культурно-образовательного направления, занималась реформированием журнала, введением новых рубрик, приближением материалов к современной молодёжи, уделяла большое внимание сохранению культурного наследия Татарстана и памяти о классиках татарской литературы, публиковала произведения начинающих литераторов. Также была руководителем творческой группы «Алга!», выступила организатором и куратором выставочного проекта «Вечный человек» о фронтовиках — деятелях культуры и искусства Татарстана, основала клуб потомков татарских литераторов «Династия», принимала участие в создании бульвара «Белые цветы» на улице Абсалямова.
В 2020 году назначена на пост главного редактора журнала «Казань», сменив основателя издания Ю. А. Балашова. Следуя вначале уже одобренному плану выпуска номеров, в дальнейшем новаторски подошла к развитию традиций журнала с целью как расширения аудитории, так и сохранения уже имеющейся базы читателей в лице городской интеллигенции. В частности, в обновлении издания принял участие Э. Ф. Хайруллин, который в качестве приглашённого главреда выпустил номер о местах силы Казани — с этого момента каждый журнал в редакции стали посвящать определённой теме. Будучи деятельным человеком, Абсалямова приложила усилия для продолжения выпуска журнала в сложные для него времена, продолжив доносить простым языком до своих читателей вопросы и темы из истории, культуры и литературы столицы Татарстана.
Одновременно с административной деятельностью, продолжает заниматься творчеством, проводит литературно-музыкальные вечера. В 2019 году вместе с поэтессой А. К. Каримовой и литератором Д. М. Хусаиновой выступила создателем сценария спектакля «Казанский трамвай», основанного на поэтических произведениях казанских поэтов и который был поставлен И. А. Славутским на малой сцене Казанского академического большого драматического театра имени В. И. Качалова. В 2023 году удостоена звания заслуженного деятеля искусств Республики Татарстан. В 2024 году в Большом концертном зале имени С. Сайдашева состоялась премьера лайт-оперы «Двенадцать месяцев», либретто к которой было написано Абсалямовой по мотивам сказки С. Я. Маршака и на музыку А. Э. Костюковой.

## Очерк творчества
Подъемный кран. Кабан. Мечети.

Пятнадцать сорок. Скоро  звезды.

Туман, машины, крыши, дети.

Шестнадцать десять. Душно. Слёзно.

Забор. Дороги. Горизонты.

Простуда. Кашель. Мед. Горчица.

Пантагрюэли, анаконды.

Приди и будь. Шестнадцать тридцать.
Пишет на русском языке. Поэтическое творчество получило высокую оценку со стороны А. А Вознесенского, З. Б. Богуславской, Ю. И. Лифшица, В. М. Зимянина, Т. А. Бек. Является автором сборником стихов «Осколки снов» (1998), «Я люблю писать курсивом» (2001), «Живая вода» (2013), «Разве есть на свете забвение?» (2015), «Среди пауз и многоточий» (2016), «Предвосхищение снега» (2020). Стихи Абсалямовой переводятся на татарский язык, в частности, И. Ф. Сирматовым. Также пробует себя в прозе, считая, однако, что до мастерства деда ей ещё далеко. В частности, написала книгу биографической прозы «Никогда не угаснет. История жизни и творчества писателя Абдурахмана Абсалямова, рассказанная его внучкой» (2011), в которой на основе писем, рукописей, дневников, архивных документов воссоздала жизнь своего деда. Творчество Абсалямовой ещё пристально не анализировалось литературоведами, оценку получили лишь некоторые сквозные темы поэзии.
А весна уже близко-близко,

Даже если её не ждёшь.

Снег над улицей Декабристов

Превращается в тёплый дождь.
Снег над улицей Амирхана

Превращается в лёгкий дым,

И встают над рекой туманы

Обещанием грозовым.
Снег над улицей Петербургской

Превращается в нежный бриз.
…Ты идёшь в сапогах и куртке.

Улыбнись, прошу, улыбнись!
Ты идёшь, и весна навстречу!…

Снег над улицей Муштари…
Там, за снегом — апрельский вечер,

И прогулки, и фонари…
Снег над улицей А. Кутуя,

Снег над улицей Чишмяле
И весна, что вот-вот наступит

В лучшем городе на земле…
По оценкам критики, творчество Абсалямовой не связано с советским этапом развития татарской литературы, а однозначно устремлено в будущее. Р. А. Мустафин отмечал, что её стихи привлекают внимание читателя своей естественностью и искренностью, поэтесса полагается полностью на свою интуицию, делая социально-философские выводы сразу, без долгих размышлений, а в этой «неожиданности» и заключён успех. Поэзия Абсалямовой невероятно оптимистична, а мир лирической героини наполнен счастьем, что находит своё воплощение в стихотворных воспоминаниях о детстве, сравнимом с раем.
Поэтесса находит вдохновение в национальных традициях, в истории своего рода, в тёплом татарском доме, наполненном ароматами бабушкиных пирогов, перемячей, плова, в образе деда, которого не успела застать, в целом — в уходящем мире, в этом потерянном рае, в который уже не вернуться. Важной частью творчества является диалог с родственниками, которые хоть и ушли из жизни, но они всегда рядом и готовы прийти на помощь в трудной ситуации. При описании драматических событий ощущения героини неотличимы от лирического «Я» самой Абсалямовой, наибольшее потрясение здесь связано со смертью отца, также встречаются мотивы любовных несовпадений, дисгармонии между татарскими реалиями и христианством — всё это приводит к уходу из мира детской гармонии в суровую реальность.
Стихотворное творчество Абсалямовой находится в зоне так называемого «культурного пограничья», смешения культурных кодов. Будучи частью русскоязычной поэтической школы, она умеет выразить свои ощущения от нахождения на перекрёстке языков и религий, мотивы сближения татарской цивилизации, мусульманских традиций и образов с европейской культурой, с наследием классической русской литературы. Так, В. П. Аксёнов указывал, что стихи Абсалямовой «чем-то напоминают (впрочем, не чем-то, а именно юностью, заметным трепетом души) первую книжку Ахматовой и одновременно вызывают в памяти иные примеры японских образных отпечатков».
Помимо воспоминаний о детстве, в обращении к Востоку также заключается второй путь выстраивания жизненной и творческой стратегии счастья самой поэтессы, так и её лирической героини. Как указывается в критике, в стихотворениях из Марокко и Стамбула смешиваются пространства «там» и «здесь», не говоря уж о постоянной смене местоимений, когда «она» и «я» превращается в «ты» — в другого, увиденного изнутри его сознания. К примеру, в процессе поиска новых смыслов Абсалямова ещё раз вводит Босфор в контекст русской литературы, или же примеряет разговоры со стамбульскими татарами на свою собственную семью. Таким образом, поэтесса пытается понять и познать себя через «чужую культуру», находясь в позиции вненаходимости по отношению как к татарскому, так и к русскому наследию, а её творчество может быть осмыслено через транскультурную модель развития современной литературы.

## Награды
- Почётное звание «Заслуженный деятель искусств Республики Татарстан» (2023 год) — за большой вклад в развитие литературы и средств массовой информации, плодотворную творческую деятельность[67]. Вручено раисом Республики Татарстан Р. Н. Миннихановым в 2024 году на торжественном мероприятии в честь Международного женского дня[68].
- Молодёжная премия «Триумф» (2001 год) — за сборник «Я люблю писать курсивом»[1][54].
- Премия фестиваля поэзии и авторской песни «Галактика любви» (2002, 1999)[12][69].
- Премия фестиваля «Алтын каләм — Золотое перо» среди молодых журналистов Казани (1996 год)[18][70].

## Личная жизнь
Муж — Сергей Васильев-Ботвинов, работник культуры. Три дочери. Относительно личной жизни считает, что женское счастье — в гармонии с семьёй, с детьми, с работой, с творческим самовыражением, чтобы ничего не мешало друг другу.